# Чернощёкий корольковый певун
Чернощёкий корольковый певун (лат. Basileuterus melanogenys) — вид птиц из семейства древесницевых. Выделяют три подвида.

## Распространение
Эндемик Таламанканских горных лесов, расположенных на территории Коста-Рики и на западе Панамы. Обычно встречается в дубовых лесах с густым бамбуковым подлеском.

## Описание
Длина тела 13-13,5 см, вес 13 г. У птиц рыжая макушка, длинные белые надбровные дуги и чёрные «щеки». Верх тускло-оливковый, грудка оливково-серая, брюшко желто-белое. Самцы и самки похожи, но молодые особи более коричневого цвета в верхней части, имеют тусклую надбровную зону, более серую грудку и две коричные полосы на крыльях.

## Биология
Питаются в основном насекомыми, пауками и другими мелкими беспозвоночными.